# Danger Days: The True Lives of the Fabulous Killjoys
Danger Days: The True Lives of the Fabulous Killjoys ist das vierte Studioalbum der amerikanischen Alternative-Rock-Band My Chemical Romance. Das Album wurde von Rob Cavallo produziert und durch Warner Music und Reprise Records am 19. November 2010 veröffentlicht. In den USA wurde das Album erst am 22. November 2010 von Reprise Records veröffentlicht.

## Hintergrund
Nach längeren Tourneen nahm die Band 2009 bei Brendan O’Brien ein reduziert klingendes Album auf, welches zunächst nicht veröffentlicht wurde. Die drei Titel Bulletproof Heart, The Only Hope for Me Is You und Party Poison sowie die restlichen Songs wurden von Rob Cavallo neu aufgenommen. Die 2009er-Session wurde 2012 unter dem Namen Conventional Weapons als Singles-Box-Set veröffentlicht. 2013 erschien der Comic The True Lives of the Fabulous Killjoys, der die Geschichten des Albums fortsetzt.

## Inhalt/Konzept
Das Konzept-Album handelt vom Leben der Fabulous Killjoys, einer Gruppe von Gesetzlosen, die in einem postapokalyptischen Kalifornien im Jahre 2019 gegen das böse Unternehmen Better Living Industries (BL / ind.) kämpfen. Die vier Mitglieder der Band treten dabei persönlich als die vier „Killjoys“ auf: „Party Poison“ (Gerard Way), „Jet Star“ (Ray Toro), „Fun Ghoul“ (Frank Iero), und „Kobra Kid“ (Mikey Way), die auch in den Musikvideos der beiden Single-Auskopplungen Na Na Na und Sing zu sehen sind. Sie werden geleitet durch einen Radio-DJ namens Dr. Death Defying, der in Liedern wie Look Alive, Sunshine und Goodnite, Dr. Death in Erscheinung tritt.
Die beiden Musik-Videos zeigen neben den vier Fabulous Killjoys Dr. Death Defying, dessen Helfer „Show Pony“ und ein Mädchen, das einfach „Little Girl“ oder „The Girl“ genannt wird. In Na Na Na sieht man das tägliche Leben der Killjoys, bis sie von einem Schergen der Better Living Industries namens Korse (Grant Morrison) besiegt werden, der anschließend das Mädchen entführt. In Sing retten die Killjoys das Mädchen, sterben jedoch alle bei einer Schießerei mit den „Draculoids“ (sozusagen die Agenten/Soldaten von BL/ind mit vampirähnlichen Masken). Das Mädchen entkommt trotzdem und flieht anschließend mit Dr. Death Defying und anderen Verbündeten.

## Versionen
Zusätzlich zu der Standard-CD Ausgabe, bot die Band auch die California 2019 Edition exklusiv über den hauseigenen Online-Shop an. Die Edition bietet die Standard-CD-Version des Albums sowie eine exklusive EP, The Mad Gear and Missile Kid, ein 48-seitiges Buch mit dem Titel Art is the Weapon, ein hölzernes Armband, eine Nachbildung von einer der vier Waffen, die die Killjoys besitzen und eine passende Maske. Es wurde ebenfalls eine iTunes Deluxe-Version mit dem Lied We Don't Need Another Song About California und dem Musikvideo zu Na Na Na veröffentlicht.

## Titelliste
| Nummer | Titel                                     | Länge |
| 1.     | Look Alive, Sunshine                      | 0:29  |
| 2.     | Na Na Na (Na Na Na Na Na Na Na Na Na)     | 3:25  |
| 3.     | Bulletproof Heart                         | 4:55  |
| 4.     | Sing                                      | 4:29  |
| 5.     | Planetary (GO!)                           | 4:06  |
| 6.     | The Only Hope for Me Is You               | 4:32  |
| 7.     | Jet-Star and the Kobra Kid/Traffic Report | 0:26  |
| 8.     | Party Poison                              | 3:35  |
| 9.     | Save Yourself, I’ll Hold Them Back        | 3:49  |
| 10.    | S/C/A/R/E/C/R/O/W                         | 4:27  |
| 11.    | Summertime                                | 4:06  |
| 12.    | DESTROYA                                  | 4:32  |
| 13.    | The Kids from Yesterday                   | 5:24  |
| 14.    | Goodnite, Dr. Death                       | 1:58  |
| 15.    | Vampire Money                             | 3:37  |
|        | Gesamtlänge:                              | 53:56 |

## Mitwirkende
My Chemical Romance
- Bob Bryar – Schlagzeug (angegeben, aber nicht beteiligt)
- Frank Iero – Rhythmusgitarre, Hintergrundgesang und Titelbild für „Danger Days“
- Ray Toro – Leadgitarre, Hintergrundgesang
- Gerard Way – Grundgesang
- Mikey Way – Bassgitarre, zusätzliche Vocals auf „Vampire Money“

Zusätzlich
- Rob Cavallo – Produzent, Soundeffekte auf „The kids from yesterday“
- Dorian Crozier – Schlagzeug auf „Bulletproof Heart“
- Airi Isoda als NewsAGoGo – zusätzliche Vocals auf „Party Poison“
- John Miceli – Schlagzeug auf den Tracks 6, 8–12, 16–17, Hintergrundgesang auf Track 9
- Steven Montano (Steve, Righ?) als Dr. Death Defying – Stimmen zu „Look Alive, Sunshine“, „Na Na Na (Na Na Na Na Na Na Na Na Na)“, „Jet-Star and the Kobra Kid/Traffic Report“ and „Goodnight, Dr. Death“
- Jamie Muhoberac – Keyboards auf den Tracks 3, 6, 9, 11; Audiogestaltung
- Michael Pedicone – Schlagzeug auf den Tracks 2, 4–5, 13, 15
- Jonathan Rivera – zusätzlicher Gesang auf Track 9
- James Dewees – Keyboards auf den Tracks 1–2, 4–5, 7–8, 10, 12–15, Hintergrundgesang
- James Euringer (alias Little Jimmy Urin) – zusätzliche Vocals auf „Destroya“

## Kommerzieller Erfolg

### Chartplatzierungen
| ChartsChartplatzierungen       | Höchstplatzierung | Wochen |
| ------------------------------ | ----------------- | ------ |
| Deutschland (GfK)              | 18 (5 Wo.)        | 5      |
| Österreich (Ö3)                | 15 (4 Wo.)        | 4      |
| Schweiz (IFPI)                 | 25 (3 Wo.)        | 3      |
| Vereinigte Staaten (Billboard) | 8 (15 Wo.)        | 15     |
| Vereinigtes Königreich (OCC)   | 14 (25 Wo.)       | 25     |

### Auszeichnungen für Musikverkäufe
| Land/Region                  | Auszeichnungen für Musikverkäufe (Land/Region, Auszeichnung, Verkäufe) | Verkäufe |
| ---------------------------- | ---------------------------------------------------------------------- | -------- |
| Irland (IRMA)                | Gold                                                                   | 7.500    |
| Neuseeland (RMNZ)            | Gold                                                                   | 7.500    |
| Vereinigte Staaten (RIAA)    | Gold                                                                   | 500.000  |
| Vereinigtes Königreich (BPI) | Gold                                                                   | 100.000  |
| Insgesamt                    | 4× Gold ·                                                              | 615.000  |